# Martinet
Martinet é uma comuna francesa na região administrativa da Pays de la Loire, no departamento de Vendéia. Estende-se por uma área de 18,11 km². Em 2010 a comuna tinha 1 166 habitantes (densidade: 64,4 hab./km²).